# شیزوو میاما
شیزوو میاما (به انگلیسی: Shizuo Miyama) بازیکن فوتبال اهل ژاپن و عضو تیم ملی فوتبال ژاپن است که در تاریخ ۲۳ مه ۱۹۲۳ میلادی اولین بازی ملی‌اش را انجام داد. او در ۲ بازی ملی حضور داشت و آخرین بازی ملی خود را در تاریخ ۲۴ مه ۱۹۲۳، میلادی انجام داد. شیزوو میاما در بازی‌های ملی‌اش
گلی به ثمر نرساند.